# 邱比特的惡作劇II 櫻桃症候群
《邱比特的惡作劇II 樱桃症候群》（日语：さくらんぼシンドローム クピドの悪戯II）北崎拓創作的日本漫画作品。 於《週刊Young Sunday》2009年5月号连载最終回。單行本全11冊。

## 故事簡介
在化妝品公司工作的營業員阿川宗則，由于長期在女性為主導的環境下工作，產生了對女性的負面情緒，在這種情況下，阿川遇到了自稱為天海玲菜的少女。 少女提出了與他接吻的要求。 因為這突如其來的邂逅，阿川發生了些許的改變，對下屬的態度更加積極，亦向暗中思慕的女上司麻生沙也子表露了自己的感情。 阿川的人生從此開始改變。

## 主要人物
阿川宗則（あがわ むねのり）
本作的男主角，化妝品公司"Lèvre"的營業員。唾液中含有特別的ACS酵素，能夠抑制天海玲菜的特殊病癥"進行性減齢症候群（Progressive Rejuvenation Syndrome）"。
麻生沙也子（あそう さやこ）
兩位女主角之一，"Lèvre"公司宣傳部的精英社員，因為在公司新產品"Untouchable"的廣告"雙唇禁獵區"策劃中的出色表現一躍成為公司的宣傳部王牌。在阿川的主動表白之后接受了阿川，形成了戀人的關係。
天海玲菜（あまみ れな）
兩位女主角之一。邦城大学第一文学部日本文学専修国際研究会一年級。19歲,患有身體特性會退回到更年幼時期的特殊病癥"進行性減齢症候群（Progressive Rejuvenation Syndrome）"。 與男主角阿川相遇的時候是14-15歲的外貌，曾一度退回到小學高年級左右的身體外貌。 之后因為阿川的幫助開始恢復到少女時期。
加瀨榮子
京濱大學醫學系碩士生。她的出現使阿川，麻生和玲菜的關係有了戲劇性的轉變。直至作出以接吻為條件將玲菜強行留在身邊的舉動。
仙道寺徳子（せんどうじ とくこ）
玲菜的主治醫生。致力于ACS酵素人工化的開發。通過非法手段收集到阿川的體檢唾液樣本。
天海綾那（あまみ あやな）
玲菜的妹妹。中學少女時代與姐姐在家中是競爭的關係。
渋江怜（しぶえ さとし）
玲菜高中時期暗戀的同班男生，他亦是玲菜到東京來讀書的主要原因。擅長田徑。

## 外部連結
- クピドの裏側（出張版） （页面存档备份，存于）（作者作品相關BLOG）